# Hans Peter Christian Møller
Hans Peter Christian Møller (Helsingør, 2 novembre 1810 – Roma, 18 ottobre 1845) è stato uno zoologo, politico e malacologo danese, che ricoprì l'incarico di ispettore della Groenlandia settentrionale.

## Biografia
Møller nasce il 2 novembre 1810 a Helsingør, importante centro abitato dell'attuale regione di Hovedstaden, dove cresce con i genitori e intraprende gli studi primari. All'età di nove anni, Møller è stato inserito nella scuola latina di Helsingør (Helsingør Latinskole), il cui preside era l'anziano e benevolo Jens Bertel Møller. Dopo due anni, Møller viene trasferito all'accademia di Sorø (in danese Sorø Akademi), di recente apertura. Qui Møller non eccelse certo per dedizione, e per la sua riluttanza nell'ottenere risultati nel 1827 il padre Joachim Otto Møller, persa la pazienza, lo trasferì di nuovo alla scuola latina di Helsingør, dove il nuovo preside Meisling aveva acquisito il controllo dell'insegnamento e della disciplina. Ma l'apparentemente infruttuosa permanenza a Sorø fu comunque utile a caratterizzare la personalità di Møller grazie a eccellenti professori quali Johannes Christian Lütken, Christian Wilster e l'insegnante di disegno Johannes Georg Smith Harder. Møller si laureò privatamente all'Università di Copenaghen nel 1830 sotto la guida del teologo Christian Werliin. Contemporaneamente ai suoi studi teologici, Møller preparò un manoscritto intitolato Danmarks Mollusker, completato nel 1835 ma mai pubblicato, quasi un manuale con tema i molluschi danesi corredato da sue preziose illustrazioni colorate.

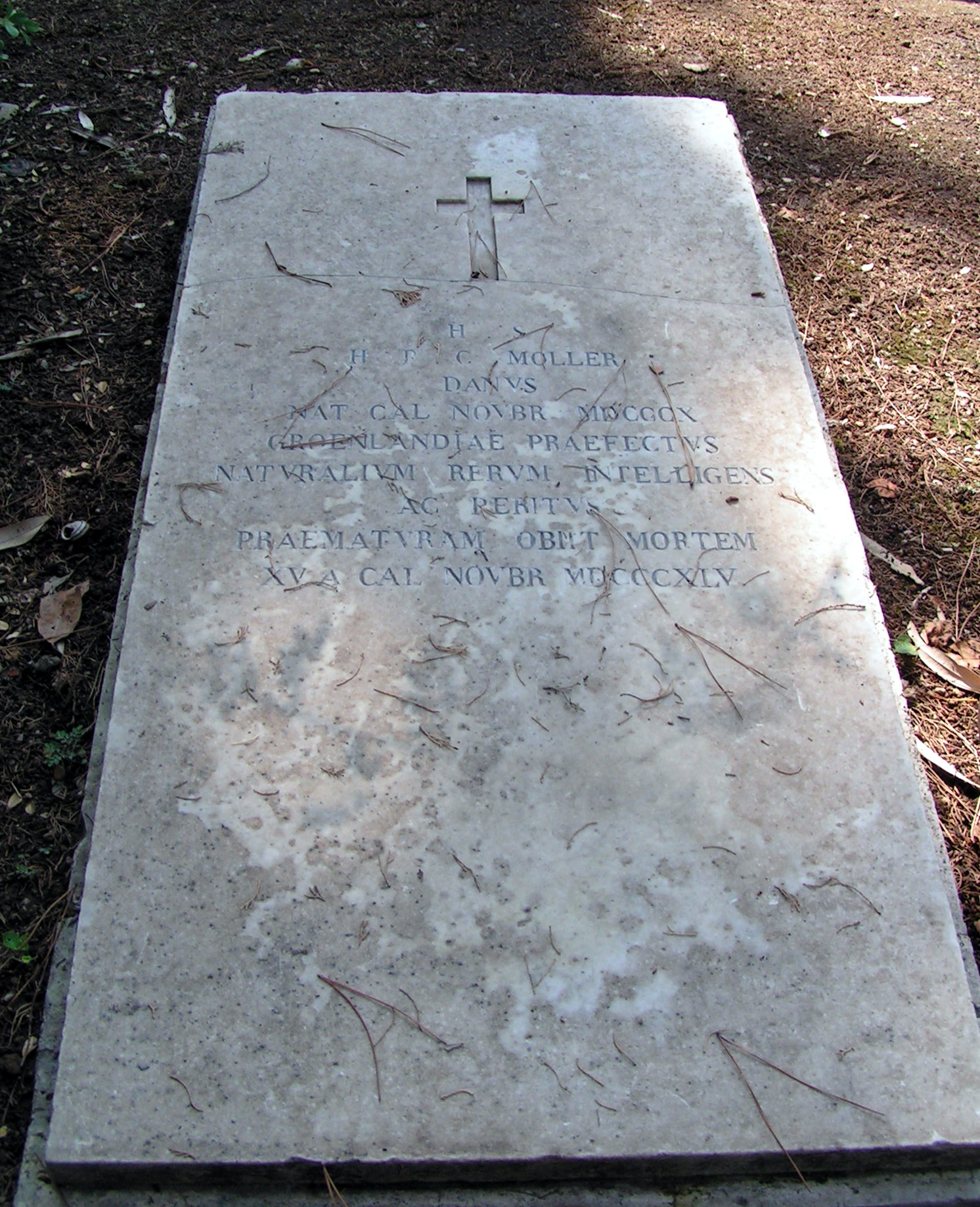
Cimitero acattolico di Roma: la tomba di Møller.

Dopo la laurea in teologia nel 1837, Møller dedica tutto il suo tempo alla malacologia, ed è ispirato dagli amici e colleghi a partire per la sua spedizione finanziata nel sud della Groenlandia nel periodo tra il 1838 e il 1839, dove esamina le aree di Godthåb e Sukkertoppen e successivamente Fiskenæsset, Frederikshåb e Julianehåb. Nel 1839 sarebbe dovuto tornare a Copenaghen con il mercantile Hvalfisken ma a causa del ghiaccio la nave dovette trascorrere l'inverno 1839-1840 a Julianehåb. Nella primavera del 1840, Møller tornò a Godthåb con la barca della moglie, da dove intraprese una spedizione finanziata dalla Oldskrift Society verso l'Ameralikfjorden. Qui esamina tra l'altro rudera, piante e conferma il cedimento del terreno, incarico speciale commissionato dal geologo Peter Christian Pingel. Møller tornò a casa nel settembre 1840.
Il periodo trascorso dopo il ritorno a casa è per Møller impegnativo. Compila il suo Index Molluscorum Groenlandiæ, trattato che descriveva tutti i molluschi endemici della Groenlandia, che insieme a una mappa delle rovine nell'area di Godthåbs viene pubblicato nel 1842. All'incontro dei naturalisti nordici a Stoccolma del 1842, Møller tiene una conferenza sui molluschi groenlandesi.
In autunno, la Kongelige Grønlandske Handel (KGH), impresa statale danese incaricata di amministrare gli insediamenti del regno e il commercio in Groenlandia, è alla ricerca di un nuovo ispettore per la Groenlandia settentrionale (Nordgrønland) e Møller decide di far domanda per ricoprire quel prestigioso incarico in concorrenza con il geologo Jørgen Christian Eilertsen Schythe. Durante il suo primo viaggio di ispezione nell'ottobre 1843, la grande nave sulla quale viaggiano Møller e il suo equipaggio incontra una tempesta e affonda a Blåfjeld sull'isola di Disko. Intraprendendo un viaggio a piedi e in arrampicata, estremamente pericoloso e arduo, verso casa dell'ispettore a Godhavn per chiedere aiuto, Møller riesce a salvare il suo equipaggio da morte certa per fame e freddo, tuttavia questa impresa mina definitivamente la sua già debole salute e l'anno successivo torna a casa in cerca di guarigione.
Nell'estate del 1845 viaggiò a sud attraverso l'Europa fino all'Italia. Lungo la strada, visita altri scienziati naturalisti per scambiare informazioni e specie. A Vienna si riunisce con il suo amico Jacob Worsaae, il cui viaggio continuato è finanziato da un prestito di Møller.
Da Genova, Møller salpa a con una nave a vapore per Napoli, dove partecipa alla VII Riunione degli scienziati italiani nel settembre 1845. Intorno al 10 ottobre si reca a Roma, dove muore di febbre il 18 ottobre 1845, all'età di 34 anni, dopo solo una settimana di permanenza. Viene sepolto nel cimitero acattolico nei pressi della Piramide Cestia.

## Opere
- Danmarks Mollusker, 1835, Zoologisk Museums arkiv.
- Index Collectionis Molluscorum Groenlandiorum, C. Holbølli & C. Mølleri, 1839, Zoologisk Museums arkiv.
- Bemærkninger til Slægten Limacina Lmk., 1841, Naturhistorisk Tidsskrift 3(4-5): 481-490.
- Index Molluscorum Groenlandiæ, 1842, Naturhistorisk Tidsskrift 4(1): 76-97 (findes også som selvstændigt særtryk med egen paginering).
- De grønlandske Molluskers Forekomst sammenlignet med de nord-europæiske Molluskers, 1842, Förhandlingar vid De Skandinaviske Naturforskarnes tredje Möte 699-700.

| Møller è l'abbreviazione standard utilizzata per le specie animali descritte da Hans Peter Christian Møller. Categoria:Taxa classificati da Hans Peter Christian Møller |